# Illa genòmica
Una illa genòmica és una part d'un genoma de la que es tenen proves d'haver sigut originada per transferència horitzontal de gens. Pot codificar per a diferents funcions, estar involucrada en la simbiosi o patogènesi, i pot ajudar a l'adaptació d'un organisme. La mateixa illa genòmica pot trobar-se a espècies llunyanament relacionades com a resultat de diferents tipus de transferència horitzontal de gens (transformació, conjugació, transducció), el que pot determinar-se per anàlisis de composició de bases, a més d'anàlisis filogenètiques.
Un bon nombre dels sistemes de secreció III i IV, per exemple, es localitzen sobre aquestes illes genòmiques de l'ADN.
Les illes genòmiques es caracteritzen per la seva gran mida (usualment entre 10 Kb i 500 Kb), per la seva freqüent associació amb gens codificants d'ARNt, així com per un contingut GC diferent quan se compara amb la resta del genoma. Moltes illes genòmiques estan flanquejades per estructures repetides, i contenen fragments d'elements mòbils com  fags i plàsmits. Algunes illes poden extreure's a si mateixes de forma espontània des del cromosoma, i poden transferir-se cap altres destinataris apropiats.